# Kisimngiuqtuq Peak
Kisimngiuqtuq Peak är en bergstopp i Kanada.   Den ligger i territoriet Nunavut, i den nordöstra delen av landet, 2 800 km norr om huvudstaden Ottawa. Toppen på Kisimngiuqtuq Peak är 1 905 meter över havet.
Terrängen runt Kisimngiuqtuq Peak är varierad. Kisimngiuqtuq Peak är den högsta punkten i trakten. Trakten runt Kisimngiuqtuq Peak är nära nog obefolkad, med mindre än två invånare per kvadratkilometer.. Det finns inga samhällen i närheten. 
Trakten runt Kisimngiuqtuq Peak är permanent täckt av is och snö.